# Nabarniz
Nabarniz en basque ou Navárniz en espagnol est une commune de Biscaye dans la communauté autonome du Pays basque en Espagne.
Le nom officiel de la ville est Nabarniz.

## Géographie
Elle est limitée avec les territoires municipaux d'Ereño, Ispaster, Mendata, Aulesti, Kortezubi, et d'Arratzu en Biscaye.
Elle a une superficie de 11.75 km² et se situe aux pieds de la montagne Iluntzar, qui le sépare de la vallée de la rivière Lea.

### Quartiers
Les quartiers de Nabarniz sont: Ikazurieta, Intxaurraga, Uribarri-Zabaleta, Merika, Lekerika et Elexalde comme quartier principal (mairie, église).

## Patrimoine

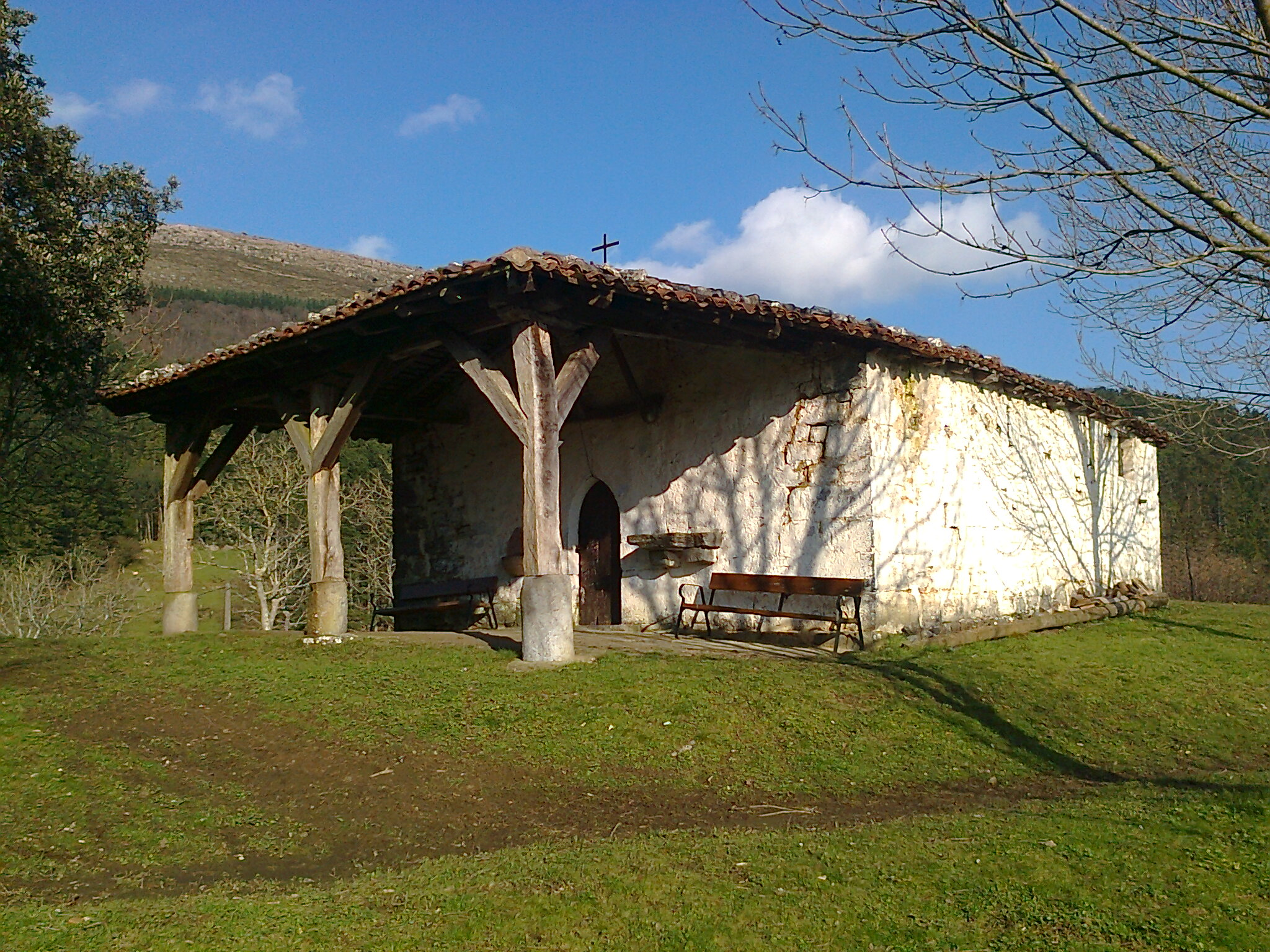
Nabarnizko Lekerika auzoko Santiago baseliza

### Sources
- (es)/(eu) Cet article est partiellement ou en totalité issu des articles intitulés en espagnol « Navárniz » (voir la liste des auteurs) et en basque « Nabarniz » (voir la liste des auteurs).